# Phyxioschema erawan
Espèce
Phyxioschema erawan est une espèce d'araignées mygalomorphes de la famille des Euagridae.

## Distribution
Cette espèce est endémique de Thaïlande. Elle se rencontre dans les provinces de Kanchanaburi et de Chiang Mai.

## Description
Le mâle holotype mesure 9,0 mm et la femelle paratype 12,5 mm.

## Étymologie
Son nom d'espèce lui a été donné en référence au lieu de sa découverte, le parc national d'Erawan.

## Publication originale
- Schwendinger, 2009 : A taxonomic revision of the genus Phyxioschema (Araneae, Dipluridae), I: species from Thailand. Zootaxa, no 2126, p. 1-40.